# Médiaszolgáltatás-támogató és Vagyonkezelő Alap
Médiaszolgáltatás-támogató és Vagyonkezelő Alap (MTVA) is de overkoepelende organisatie van de Hongaarse publieke omroepen en het Hongaars persbureau. De organisatie werd op 1 januari 2011 opgericht.  
De volgende dochterondernemingen worden beheerd door MTVA: 
- Magyar Televízió (televisie)
- Duna TV
- Magyar Rádió (radio)
- MTI (persbureau)